# Anaspis suturalis
Anaspis suturalis là một loài bọ cánh cứng trong họ Scraptiidae. Loài này được Emery miêu tả khoa học năm 1876.